# Thoon aethus
Thoon aethus är en fjärilsart som beskrevs av Hayward 1950. Thoon aethus ingår i släktet Thoon och familjen tjockhuvuden. Inga underarter finns listade i Catalogue of Life.